# Walter Rycquart
Walter Rycquart (Antwerpen, 3 maart 1961) bouwde een carrière uit als bestuurskundige, met name in de cultuursector. Hij was zes jaar kabinetschef voor cultuur in Antwerpen, voor de toenmalige cultuurschepen Eric Antonis. Vervolgens werd Rycquart zakelijk directeur van de stedelijke musea van Brugge. Na acht jaar keerde hij terug naar Antwerpen om er departementshoofd cultuur van de Antwerpse provincie te worden. Vanuit die functie was hij ook anderhalf jaar directeur van de Antwerpse Museumstichting. In 2006 kreeg hij de prijs van "Meest Verdienstelijke Cultuurmanager van het Jaar” van de Universiteit Antwerpen.
Van 1 oktober 2019 tot 1 maart 2024 was Rycquart algemeen directeur bij de vzw Natuurpunt, de landelijke vereniging voor bescherming van kwetsbare en bedreigde natuur in Vlaanderen.

## Biografie

### Academische loopbaan
Rycquart doorliep het secundair onderwijs aan het Koninklijk Atheneum Antwerpen. In 1990 behaalde hij het masterdiploma Bestuurswetenschappen aan het Provinciaal Hoger Instituut (Antwerpen). In de daaropvolgende jaren bekwaamde hij zich verder in “Overheidsmanagement & Bestuurskunde” (1994) en “Management voor Lokale Besturen” (1998), allebei aan de Universiteit Antwerpen (UA). In 2000 voltooide hij de studie “Cultuurmanagement” (eveneens UA, faculteit TEW).

### Professionele loopbaan
In 1995 startte Eric Antonis, voormalig intendant van “Antwerpen ’93” (Culturele Hoofdstad van Europa), zijn bewind als Schepen voor Cultuur, Bibliotheken en Monumentenzorg. Rycquart werd aangezocht als kabinetschef. Onder diens leiding werden zowel de stedelijke theaters als culturele centra, bibliotheken en musea ingrijpend hervormd.
In 2001 vertrok Rycquart naar Brugge, waar hij zakelijk directeur van de stedelijke musea werd. Hij overzag, in die functie, o.a. de inbreng van de stedelijke musea in het totaalproject “Brugge Culturele Hoofdstad van Europa 2002”. Onder zijn bewind zagen gelegenheidstentoonstellingen rond Vlaamse Primitieven als Jan Van Eyck (2002) en Hans Memling (2005), maar ook graffitiprojecten als “Young Primitives” (2003) het levenslicht.     
In Brugge focuste Rycquart met succes op tot dan toe eerder onderbelichte aspecten van de museale werking, zoals merchandising (museumwinkels) en publiekswerking (doelgroepenbeleid e.d.). In 2006 werd hij bekroond met de prijs voor de “Meest Verdienstelijke Cultuurmanager van het Jaar” namens de Universiteit Antwerpen (Fonds Bilsen).
In 2009 trok Rycquart opnieuw naar Antwerpen, en werd er provinciaal departementshoofd voor cultuur. In het portfolio van dat departement zaten onder meer de Arenbergschouwburg, cultuurhuis de Warande, het Fotomuseum, het Diamantmuseum, het Zilvermuseum-Sterckshof, Kasteel d’Ursel, openluchttheater Rivierenhof, en het Architectuurarchief; naast de provinciale kunstcollectie, de Dienst Erfgoed, en de diverse provinciale bibliotheken. Rycquart verwezenlijkte er de verdere hervorming van deze culturele instellingen naar autonome provinciebedrijven, waarbij de consolidatie van de inhoudelijke vrijheid gekoppeld werd aan een relevante en effectieve werkingsautonomie. Orgelpunt daarin was het verenigen van de drie provinciale musea DIVA (het nieuwe diamant- en zilvermuseum), FOMU (het Fotomuseum) en MoMu (het Modemuseum) in “De Museumstichting” (stichting van openbaar nut) teneinde de transitie naar een stedelijk beleid (stad Antwerpen) mogelijk te maken, als gevolg van de afslanking van de provinciale bevoegdheden.
In 2019, echter, hield Rycquart het culturele werkveld voor bekeken en werd hij algemeen directeur bij vzw Natuurpunt; de landelijke, onafhankelijke vrijwilligersvereniging (circa 133.000 leden) die tot doel heeft de kwetsbare en bedreigde natuur in Vlaanderen te beschermen, en in die hoedanigheid meer dan 26.000 hectare Vlaamse natuur in 500 verschillende natuurgebieden beheert – een functie die hij van 1 oktober 2019 tot 1 maart 2024 vervulde. 

### Natuurpunt vzw
Natuurpunt hees Walter einde 2019 aan boord na een periode van zware interne crisis, waardoor eerst en vooral opnieuw rust gebracht en de verschillende interne krachten opnieuw op elkaar afgestemd dienden te worden. 
Meteen daarna, echter, kwam de lange coronapandemie. Vervolgens de energiecrisis, door de oorlog in Oekraïne, met zware financiële consequenties. Ondanks al deze woelige wateren groeide Natuurpunt verder uit; zowel in ledenaantal, natuuroppervlak in eigen beheer, als inzake financiële mogelijkheden. Tussen 2018 en 2024 groeide de organisatie met 130 medewerkers.
Onder directie van Rycquart werd ook sterk ingezet op toekomstgerichte beleidstrajecten zoals Natuur in het Hart  en Horizon 2028 (oorspronkelijk Horizon 2027). Beide worden geacht bepalend te zijn voor de toekomstontwikkeling en het geloof in de groei van Natuurpunt als vereniging en organisatie.
Op 1 maart 2024 nam Walter Rycquart afscheid van Natuurpunt vzw, en zette zo een punt achter zijn carrière.